# 桐岡麻季
桐岡麻季（きりおか まき、10月31日 - ）は、日本の作曲家、編曲家、作詞家、画家（キリオカマキ）。千葉県市川市出身。血液型はAB型。

## 概要
東京コンセルヴァトアール尚美卒業。
1994年、ゲームソフトメーカーのグラフィックリサーチに入社し、音楽制作活動開始。
1997年に同じくゲームソフトメーカーのコナミに移り2008年の退社後、プロキオン・スタジオ（PROCYON STUDIO）を経て、現在フリーランスとして活動中。
TVアニメ『超訳百人一首 うた恋い。 』の劇伴とキャラクターソング『まほらま』の作詞・作曲・編曲、ゲーム『ANUBIS ZONE OF THE ENDERS』（アヌビス）の主題歌『Beyond the Bounds』の作曲、『ZONE OF THE ENDERS Z.O.E）』（ゾーイ）のエンディングテーマソング『flowing destiny』、『希望という名の光』の作曲、『ルミナスアーク3 アイズ』の主題歌『Wake up World』の作詞・作曲・編曲、今井麻美4thシングルcw『ほんの少しの幸せ』の作曲など、ボーカル曲も数多く手掛けている。
アヴァンギャルドかつメロディアスな独自のセンスを活かした楽曲に定評がある。
別名儀は、「HeArt MakiArt（ハート マキアート）」（作詞）。「未来こーひー」（オリジナルプロジェクト）。「Macky（マッキー）」（beatmaniaシリーズ）。「キリオカマキ」（画家・歌・コーラス）。
またコナミでの勤務開始当時に受付嬢として勤務していた新谷さなえがボーカリストとして本格的に活動する契機を作った人物でもある（新谷にデモテープの仮歌の歌唱を依頼したことで、ボーカルが注目されるきっかけとなった）。
画家（キリオカマキ 名義）としての顔も持ち、2015年『ハッピー動物絵画展』（個展）開催。2016年、第101回『二科展』入選（国立新美術館）、第72回『現展』入選（国立新美術館）、第4回『東京現展』新人賞受賞（東京都美術館）。“音楽が聴こえてくるような絵画”、“エネルギッシュで元気になる絵画”と好評を博す。固定観念にとらわれない自由でカラフルな色彩に定評がある。

## 参加作品

### ゲーム
1994年
- ミッキーの東京ディズニーランド大冒険（SFC）作曲、編曲、効果音

1995年
- おらがランド主催 ベストファーマー収穫祭（SFC）作曲、編曲、効果音
- Jリーグ ライブ’95（GB）作曲、編曲
- ダービージョッキー2（SFC）作曲、編曲

1996年
- マッハGoGoGo（PS）作曲、編曲

1997年
- ぷるるん!withシェイプUPガールズ（PS）作曲、編曲
- ときめきメモリアルドラマシリーズVol.1〜虹色の青春〜（SS）作曲、編曲
- ときめきメモリアルドラマシリーズVol.1〜虹色の青春〜（PS）作曲、編曲

1998年
- ときめきメモリアルドラマシリーズVol.2〜彩のラブソング〜（PS）作曲、編曲
  - ※挿入歌『日曜の雨のように』（歌：片桐彩子 CV：川口雅代）作曲
  - ※イメージソング『Hurry Up !』（歌：片桐彩子 CV：川口雅代）作曲
  - ※イメージソング『Tears Angel』（歌：片桐彩子 CV：川口雅代）作曲
- メタルギアソリッド（PS）編曲

1999年
- ときめきメモリアルドラマシリーズVol.3〜旅立ちの詩〜（PS）作曲、編曲
  - ※EDテーマ1『幸せのイメージ』（歌：藤崎詩織 CV：金月真美）作曲
  - ※EDテーマ2『星空のパワー』（歌：館林見晴 CV：菊池志穂）作曲

2000年
- beatmania APPEND GOTTA MIX2 -Going Global-（PS）
  - ※『Z.O.E（gamelan minimal mix）』作曲、編曲（Macky名義）

2001年
- ZONE OF THE ENDERS Z.O.E（PS2）作曲、編曲、作詞
  - ※EDテーマ1『flowing destiny』（歌：堀澤麻衣子）作曲、作詞
  - ※EDテーマ2『希望という名の光（A Light with a name of HOPE）』（歌：堀澤麻衣子）作曲、作詞
- beatmania IIDX 5th style（PS2）
  - ※『DENGUE』作曲、編曲（Macky名義）

2002年
- KEYBOARDMANIA  II -2ndMIX & 3rdMIX-（PS2）作曲、編曲

2003年
- ANUBIS ZONE OF THE ENDERS（PS2）作曲、編曲
  - ※テーマソング『Beyond the Bounds』（歌：木村真紀）作曲
  - ※テーマソング2（OP2）『Beyond the Bounds（Mitsuto Suzuki 020203 Mix feat.Sana）』（歌：Sana）作曲
- ポップンミュージック8（PS2）
  - ※『Beyond the Bounds（Mitsuto Suzuki 020203 Mix feat.Sana）』（歌：Sana）作曲
- マーメイドメロディーぴちぴちピッチ（GBA）作曲、編曲
- テニスの王子様〜キス・オブ・プリンス〜フレイムバージョン（PS2）
  - ※『もっと高く…』（歌：日吉 若 CV：岩崎征実）作詞
  - ※『Un Soir』（モノローグ：観月はじめ CV：石田彰）作曲、編曲
- みんなの王子様（GBA）作曲、編曲

2004年
- シャーマンキング Legacy of Spirts（GBA）作曲、編曲
- マーメイドメロディーぴちぴちピッチ ぴちぴちっとライブスタート!（GBA）作曲、編曲
- 遊☆戯☆王 双六のスゴロク（GBA）作曲、編曲
- 遊☆戯☆王デュエルモンスターズ インターナショナル2（GBA）作曲、編曲

2005年
- 遊☆戯☆王デュエルモンスターズ NIGHTMARE TROUBADOUR（DS）作曲、編曲
- 遊☆戯☆王デュエルモンスターズGX 〜めざせデュエルキング!（GBA）作曲、編曲
- シャーマンキング Master of Spirits（GBA）作曲、編曲
- アニマル横町 〜どき☆どき救出大作戦!の巻〜（GBA）作曲、編曲

2006年
- 遊☆戯☆王デュエルモンスターズGX タッグフォース（PSP）作曲、編曲

2007年
- 遊☆戯☆王デュエルモンスターズ WORLD CHAMPIONSHIP 2007（DS）作曲、編曲
- 遊☆戯☆王デュエルモンスターズ WORLD CHAMPIONSHIP 2008（DS）作曲、編曲
- 株式売買トレーナー カブトレ!NEXT（DS）作曲、編曲
- Dewy's Adventure 水精デューイの大冒険!!（Wii）作曲、編曲
  - ※テーマソング『Rainbow Smile』（歌：Carole Blackschleger）作曲、編曲

2008年
- エレビッツ カイとゼロの不思議な旅（DS）作曲、編曲

2009年
- GRAND CROSS PREMIUM（AC）作曲、編曲
- ポケモンバトリオゼロ（AC）作曲、編曲
- ルミナスアーク3 アイズ（DS）作曲、編曲
  - ※テーマソング『Wake up World』（歌：CHiCO（ACE））作曲、編曲、作詞

2010年
- Memories Off ゆびきりの記憶（Xbox 360）
  - ※EDテーマ『ほんの少しの幸せ』（歌：今井麻美）作曲

2011年
- ぎゃる☆がん（Xbox 360）
  - ※キャラクターテーマ曲『ふわり、ひらり』（歌：火吹 晶 CV：内村史子）編曲、コーラス
- TOKYOヤマノテBOYS HONEY MILK DISC（PC）作曲、編曲
  - ※OPテーマソング『愛の蜜』（歌：二之宮悠斗 CV：鈴村健一&岬虎太郎 CV：森久保祥太郎&百瀬歩夢 CV：代永翼）作曲、編曲
- トレジャーリポート 機械じかけの遺産（DS）作曲、編曲
- TOKYOヤマノテBOYS SUPER MINT DISC（PC）作曲、編曲
  - ※EDテーマソング『TOKYO』（歌：桐嶋伊織 CV：鈴木達央）作曲、編曲
- TOKYOヤマノテBOYS DARC CHERRY DISC（PC）作曲、編曲
- DUNAMIS15（デュナミスフィフティーン）（PS3/Xbox 360）
  - ※EDテーマソング『Promised Land』（歌：今井麻美）作曲
- Wizardry Online（PC）作曲、編曲

2012年
- TOKYOヤマノテBOYS SWEET JELLY BEANS（PC）作曲、編曲
  - ※OPテーマソング『Fairytale 2 you』（歌：プレジデント CV：三浦祥朗）作曲
- TOKYOヤマノテBOYS FRESH GINGER DISC（PC）作曲、編曲
  - ※OPテーマソング『百年Only Love!!!』（歌：桐嶋伊織 CV：鈴木達央）作曲
  - ※『百年Only Love!!!』エンディングピアノアレンジver. 作曲、編曲
- TOKYOヤマノテBOYS PURE RASPBERRY DISC（PC）作曲、編曲
  - ※OPテーマソング『愛の術式 -da Vinci don’t know love-』（歌：琉堂イエス CV：浪川大輔）作曲
  - ※『愛の術式 -da Vinci don’t know love-』エンディングピアノアレンジver. 作曲、編曲
- TOKYOヤマノテBOYS BLACK VANILLA DISC（PC）作曲、編曲

- ZONE OF THE ENDERS HD EDITION（PS3/Xbox 360）作曲、編曲、作詞
  - ※テーマソング『Beyond the Bounds』（歌：木村真紀）作曲
  - ※EDテーマ『flowing destiny』（歌：堀澤麻衣子）作曲、作詞
  - ※EDテーマ『希望という名の光（A Light with a name of HOPE）』（歌：堀澤麻衣子）作曲、作詞

- TOKYOヤマノテBOYS Portable HONEY MILK DISC（PSP）作曲、編曲

2013年
- TOKYOヤマノテBOYS Portable SUPER MINT DISC（PSP）作曲、編曲
- TOKYOヤマノテBOYS Portable DARK CHERRY DISC（PSP）作曲、編曲

- DISORDER6（ディスオーダーシックス）（PS3/Xbox 360）
  - ※EDテーマソング『Tender Is The Night』（歌：今井麻美）作曲

- ドドド! ドラゴン〜七つの秘宝〜（アプリ）作曲、編曲
- ガルディアンズ（アプリ）作曲、編曲
- ミリオンチェイン（アプリ）作曲、編曲（※通常ボス曲以外）
- 百年戦記 ユーロ・ヒストリア（オンライン）作曲、編曲

2014年
- ペットの専門店KOJIMA ディスプレイ診断コンテンツ（AC）作曲、編曲、鍵盤ハーモニカ演奏
- FANTASY HERO unsigned legacy（PS Vita）作曲、編曲、鍵盤ハーモニカ演奏
- わグルま★（アプリ）作曲、編曲、コーラス（※『Under the sky』『黄昏の大地』）
- MIRROR WAR（PC）作詞、作曲、編曲、コーラス（※『Thanatos』『狂宴の誘い』）
- ミリオンチェイン（アプリ）作曲、編曲、鍵盤ハーモニカ演奏、歌（※追加楽曲）
- 大乱闘スマッシュブラザーズ for Wii U（Wii U）編曲、歌

2017年
- TOKYOヤマノテBOYS for V MAIN DISC（PS Vita）作曲、編曲
- TOKYOヤマノテBOYS for V FAN DISC（PS Vita）作曲、編曲

2018年
- ANUBIS ZONE OF THE ENDERS : M∀RS（4K/VR対応リマスター版)（PS4/PS/VR/Steam）作曲、編曲
- 大乱闘スマッシュブラザーズ SPECIAL（Nintendo Switch）編曲
- アナザーエデン 時空を超える猫　第2部 東方異象編「時の女神の帰還」（iOS/Android）作曲、編曲、作詞

2019年
- アナザーエデン 時空を超える猫「IDAスクール編Ⅲ 導きの果実と電影の迷い子」（iOS/Android）作曲、編曲
- アナザーエデン 時空を超える猫「はじまりの騎士と祈りの魔剣」（iOS/Android）作曲、編曲

2021年
- アナザーエデン 時空を超える猫　第2部 東方異象編 「時の女神の帰還」後編 結（iOS/Android）作曲、編曲、作詞

2022年
- アナザーエデン 時空を超える猫「三千界の匣、わだつみの深淵」後編（iOS/PC/Android）作曲、編曲
- Figure3.0 Clair（次世代ロボット『クレア』テーマソング）（iOS/Android）作曲、編曲、作詞
- アナザーエデン 時空を超える猫　第3部「虚時層輪象編”」時間帝国の逆襲 前編（iOS/PC/Android）作曲、編曲

2023年
- アナザーエデン 時空を超える猫　第3部「虚時層輪象編”」時間帝国の逆襲 中編（iOS/PC/Android）作曲、編曲

2024年
- アナザーエデン 時空を超える猫　第3部「虚時層輪象編”」時間帝国の逆襲 後編（iOS/PC/Android）作曲、編曲

2025年
- 書籍「ゲームで学ぶPython！ Pyxelではじめるレトロゲームプログラミング」（サンプルゲーム）作曲、編曲

### アニメ
2012年
- TVアニメ『超訳百人一首 うた恋い。 』作曲、編曲、コーラス

2014年
- ドラマCD『京騒戯画 』一番くじC賞『完全録りおろしドラマCD』作曲、編曲
- TVアニメ『一週間フレンズ。 』編曲

### 舞台
2020年
- 歌劇 ザ・レビュー ハウステンボス チーム奏公演『海のララバイ～愛を奏でるメロディー～ 』作曲、編曲
- 歌劇 ザ・レビュー ハウステンボス トップスター優雅歌唱曲『大切な仲間へ』編曲
- 歌劇 ザ・レビュー ハウステンボス テーマソング『歌劇 ザ・レビュー』編曲

2023年
- ミュージカル『PETITE COUTURIE’RE』作曲、編曲（音楽共作）

### 脚本
2022年
- 「真夏の怪談 朗読会」（Zepp Haneda（TOKYO））『白手毬』『プロローグ』『エピローグ』（息吹エレジーと共同執筆）/朗読：今井麻美(一ノ怪)、五十嵐裕美(ニノ怪)
- 今井麻美ファンクラブイベント「Day Trip」（東京スクールオブミュージック ライブスペース）『大吉ブレッド』（息吹エレジーと共同執筆）/朗読：今井麻美
- 小笠原仁オフィシャルファンクラブ「27時の路地裏」第1回FCイベント（MsmileBOX渋谷）『迷い猫と迷い人』（息吹エレジーと共同執筆）/朗読：小笠原仁

2023年
- 「季節の朗読シリーズ#3」Winter horror「静寂」(品川インターシティホール)『しかけられた罠』（息吹エレジーと共同執筆）/朗読：葵あずさ、花輪英司(1部)、斎賀みつき、花輪英司(2部)
- 今井麻美バースデーライブ2023（ふじさんホール）『チャンス』『白い虹』『めぐりあう呼吸』『小さな白い花』（息吹エレジーと共同執筆）/朗読：今井麻美

2024年
- 今井麻美アコースティックライブ2024「AURORA」（飛行船シアター）『舞い降りたフェアリー』（息吹エレジーと共同執筆）/朗読：今井麻美、中村繪里子、西村奈央、小林幸太郎
- 今井麻美アコースティックライブ2024「AURORA」（品川インターシティホール）『不思議なコンセイユ』（息吹エレジーと共同執筆）/朗読：今井麻美

### CD・アルバム・アレンジ・その他
1997年
- 『ときめきメモリアルドラマシリーズVol.1〜虹色の青春〜 オリジナル・ドラマ・サントラ』（CD）作曲、編曲

1998年
- 『片桐彩子 /日曜の雨のように』（シングルCD）作曲
- 『ときめきメモリアルドラマシリーズVol.2〜彩のラブソング〜 オリジナルサウンドトラック』（CD）作曲、編曲
  - ※『日曜の雨のように』（歌：片桐彩子 cv：川口雅代）作曲
  - ※イメージソング『Hurry Up !』（歌：片桐彩子 cv：川口雅代）作曲
  - ※イメージソング『Tears Angel』（歌：片桐彩子 cv：川口雅代）作曲

1999年
- 『藤崎詩織/幸せのイメージ』（シングルCD）作曲
- 『藤崎詩織/風の扉』（CD） 
  - ※『幸せのイメージ』（歌：藤崎詩織）作曲
- 『ときめきメモリアルドラマシリーズVol.3〜旅立ちの詩〜 オリジナル・ゲーム・サウンドトラック』（CD）作曲、編曲
  - ※『幸せのイメージ』（歌：藤崎詩織 cv：金月真美）作曲
  - ※『星空のパワー』（歌：館林見晴 cv：菊地志穂）作曲
  - ※『4月の翼』（歌：藤崎詩織 cv：金月真美）作曲

2001年
- 『ZONE OF THE ENDERS Z.O.E Original Soundtrack』（CD）作曲、編曲
  - ※『flowing destiny』（歌：堀澤麻衣子）作曲、作詞
  - ※『希望という名の光（A Light with a name of HOPE）』（歌：堀澤麻衣子）作曲、作詞
- 『GOTTAMIX 2 〜Going Global〜 Original Soundtracks』（CD）
  - ※『Z.O.E（gamelan minimal mix）』作曲、編曲（Macky名義）

2002年
- 『beatmania IIDX 6th style Original Soundtrack』（CD）
  - ※『DENGUE』作曲、編曲（Macky名義）
- 『藤崎詩織イメージソングアルバム－たいせつな君へ－』（CD） 
  - ※『4月の翼』（歌：藤崎詩織 cv：金月真美）作曲
  - ※『風と、空と、』（歌：藤崎詩織 cv：金月真美）作曲

2003年
- 『Beyond the Bounds~Theme from"ANUBIS"』（Maxi）（CD）
  - ※『Beyond the Bounds』（歌：木村真紀）作曲
  - ※『flowing destiny』（歌：堀澤麻衣子）作曲、作詞
  - ※『希望という名の光（A Light with a name of HOPE）』（歌：堀澤麻衣子）作曲、作詞
- 『ANUBIS ZONE OF THE ENDERS ORIGINAL SOUNDTRACK』（CD）作曲、編曲
  - ※『Beyond the Bounds』（歌：木村真紀）作曲
  - ※『Beyond the Bounds（Mitsuto Suzuki 020203 Mix feat.Sana）』（歌：Sana）作曲

2006年
- "PRESS START Symphony of Games 2006" ※楽曲『Beyond the Bounds』参加（LIVE）

2007年
- 『Dewy's Adventure 水精デューイの大冒険!! オリジナルおんがくじてん』（CD）作曲、編曲
  - ※『Rainbow Smile』（歌：Carole Blackschleger）作曲、編曲

2008年
- 『Sana / Sana-molle Collection』（CD） 
  - ※『キエタキセツ』（歌：Sana）作曲、作詞
  - ※『Beyond the Bounds（Mitsuto Suzuki 020203 Mix feat.Sana）』（歌：Sana）作曲
- "PRESS START Symphony of Games 2008 上海公演" ※楽曲『Beyond the Bounds』参加（LIVE）

2009年
- 河井英里ラストアルバム『Oriental Green』（付属メモリアルDVD）編曲

2010年
- 『ぐわんげ アレンジアルバム＋オリジナルサウンドトラック』（CD）
  - ※ 「眷族（ボス）」（歌：夏目響子（Avant Girl））編曲、作詞
- 『ルミナスアーク3 アイズ オリジナルサウンドトラック』（CD）作曲、編曲
  - ※テーマソング『Wake up World』（歌：CHiCO（ACE））作詞、作曲、編曲
- 今井麻美のSinger Song Gamer 第62回（webラジオ配信）ゲストトーク
- 『今井麻美のSinger Song Gamer ボーナスステージ』 （CD）ゲストトーク
- 今井麻美のSinger Song Gamer ボーナスステージ 発売記念イベント（LIVE）ピアノ&ピアニカ演奏、編曲（※楽曲『Beyond the Bounds』）
- 『今井麻美 / ほんの少しの幸せ』（シャングリラ cw）（シングルCD）（歌：今井麻美）作曲
- 「レアトラックス ver.1.0」（CD）※『西暦2300年の子守唄』作曲、編曲、A.ピアノ,鍵盤ハーモニカ&パーカッション演奏
- 『今井麻美 / COLOR SANCTUARY』（CD）※『ほんの少しの幸せ』（歌：今井麻美）作曲
- 「レアトラックス 2」※『うみへびシナプス -Sea Parade Version-』（CD）作曲、編曲、A.ピアノ演奏

2011年
- 『悪魔城ドラキュラトリビュート Vol.2』（CD）
  - ※No.06「ガリバルディの中庭〜闇の呪印（PS2）〜」（歌：夏目響子（Avant Girl））編曲、作詞
- 『ぎゃる☆がん オリジナルサウンドトラック』（CD）
  - ※『ふわり、ひらり』（歌：火吹晶 CV：内村史子）編曲
- TOKYOヤマノテBOYS HONEY MILK DISC 主題歌CD「愛の蜜」（CD）
  - ※『愛の蜜』（歌：二之宮悠斗 CV：鈴村健一&岬虎太郎 CV：森久保祥太郎&百瀬歩夢 CV：代永翼）作曲、編曲
- TOKYOヤマノテBOYS〜HONEY MILK DISC〜キャラクターソング（CD）
  - ※『情炎 -secret flame-』（歌：二之宮悠斗 CV：鈴村健一）
  - ※『恋愛Passionista!!!!』（歌：岬虎太郎 CV：森久保祥太郎）作曲、編曲
- TOKYOヤマノテBOYS オリジナル・サウンドトラック（CD）作曲、編曲
- TOKYOヤマノテBOYS SUPER MINT DISC 主題歌CD「熱狂（CRAZY）XOXO」（CD）
  - ※『TOKYO』（歌：桐嶋伊織 CV：鈴木達央）作曲、編曲
- Rewrite 初回限定版特典 アレンジアルバム「Soil」No.06『Exploration』（CD）編曲、鍵盤ハーモニカ演奏、コーラス

- TOKYOヤマノテBOYS 〜SUPER MINT DISC〜キャラクターソング（CD）
  - ※『LAST KISS』（歌：ルーシー CV：梶裕貴）作曲、編曲
- 『今井麻美 / Promised Land』（花の咲く場所 cw）（シングルCD）作曲
- 古川未鈴 / トゥインクルリンク 〜アレンジ&リミクシーズ〜（CD）
  - ※『月灯りのラプソディ -Nostalgia Jungle Gym MIX-』編曲、A.ピアノ,オルガン,ビブラフォン&シロフォン演奏

- 「スーパーレアトラックス」（CD）※『表層と深層のクナイフ狂想曲』作詞、作曲、編曲

- 『今井麻美 バースデーライブ 2011 - at Shibuya O-EAST -』（DVD）
  - ※『ほんの少しの幸せ - Acoustic Version -』（歌：今井麻美）作曲
- TOKYOヤマノテBOYS 〜DARC CHERRY DISC〜キャラクターソング（CD）
  - ※『計測不能な純情!』（歌：諸星 哲 CV：鳥海浩輔）作曲、編曲、A.ピアノ&鍵盤ハーモニカ演奏
  - ※『FUSHIDARA★HEAVEN』（歌：濱田慎之介 CV：諏訪部順一）作曲、編曲

- DUNAMIS15 Original Soundtrack（初回限定版特典）（CD）
  - ※『Promised Land - short ver. -』（歌：今井麻美）作曲

- 「今井麻美 / Aroma of happiness」※『Promised Land』（歌：今井麻美）（CD）作曲

- 快感[TO]Night  OpeningTheme「電撃（サンダーボルト）LOVE」（CD）
  - ※『純愛狂想曲（ラプソディ）』（歌：SHOW CV：森久保祥太郎 & KENN）作曲、編曲

- Rewrite アレンジアルバム「Branch」（CD）
  - ※No.03『ニリンソウ』編曲、A.ピアノ演奏、コーラス
  - ※No.04『Little Forest（原題：深層森林）』（歌：やなぎなぎ）編曲、A.ピアノ演奏

2012年
- TOKYOヤマノテBOYS 〜SWEET JELLY BEANS〜主題歌（CD）
  - ※『Fairytale 2 you』（歌：プレジデント CV：三浦祥朗）作曲、コーラス

- 『Sana / Sana Coffret（サナ コフレ）』（CD） 
  - ※『Beyond the Bounds（Mitsuto Suzuki 020203 Mix feat.Sana）』（歌：Sana）作曲

- TOKYOヤマノテBOYS 〜FRESH GINGER DISC〜主題歌（CD）
  - ※『百年Only Love!!!』（歌：桐嶋伊織 CV：鈴木達央）作曲
  - ※『百年Only Love!!!』エンディングピアノアレンジver. 作曲、編曲

- 『今井麻美 Live Tour Aroma of happiness-2011.12.25 at SHIBUYA-AX- 』（DVD）
  - ※『Promised Land』（歌：今井麻美）作曲

- TOKYOヤマノテBOYS 〜PURE RASPBERRY  DISC〜主題歌（CD）
  - ※『愛の術式 -da Vinci don’t know love-』（歌：琉堂イエス CV：浪川大輔）作曲
  - ※『愛の術式 -da Vinci don’t know love-』エンディングピアノアレンジver. 作曲、編曲

- TVアニメ『超訳百人一首 うた恋い。 』（TVアニメ版 DVD&Blu-ray）作曲、編曲

- TVアニメ『超訳百人一首 うた恋い。 』キャラクターソング（Blu-ray & DVD第一巻完全生産限定版特典CD）
  - ※『まほらま』（歌：藤原定家 CV：梶裕貴&在原業平 CV：諏訪部順一&陽成院 CV：森久保祥太郎）作詞、作曲、編曲

- ZONE OF THE ENDERS  ReMIX EDITION（CD）
  - ※『Beyond the Bounds feat. K À R Y Y N - Eshericks Remix -』原曲作曲
  - ※『Compression Space - evocation mix -』原曲作曲

- ZONE OF THE ENDERS  ReBOOT EDITION（CD）
  - ※『flowing destiny』（歌：堀澤麻衣子）作曲、作詞
  - ※『希望という名の光（セルヴィスのテーマ）』（歌：堀澤麻衣子）作曲、作詞
  - ※『Beyond the Bounds』（歌：木村真紀）作曲
  - ※『Beyond the Bounds（Mitsuto Suzuki 020203 Mix feat.Sana）』（歌：Sana）作曲

- Wizardry Online Original Sound Track （CD）編曲

- TVアニメ『超訳百人一首 うた恋い。 』オリジナル・サウンドトラック（Blu-ray & DVD第三巻完全生産限定版特典CD）作曲、編曲

- 「新潟事変〜テクノポリス & トライアングル・サービス10周年記念！〜」（LIVE）ピアノ&鍵盤ハーモニカ演奏

- 「今井麻美 / Precious Sounds」（CD）
  - ※『Promised Land（“ライブツアー「Aroma of happiness」at SHIBUYA-AX”より）』（歌：今井麻美）作曲

- TOKYOヤマノテBOYS THE ALLSTAR COLLECTION（CD）作曲、編曲

2013年
- TVアニメ『超訳百人一首 うた恋い。 』キャラクターソング（Blu-ray & DVD第五巻完全生産限定版特典CD）
  - ※『明日（あす）を描（えが）く和歌（うた）』（歌：藤原定家 CV：梶裕貴&藤原行成 CV：寺島拓篤&藤原公任 CV：岸尾だいすけ）作詞、作曲、編曲

- ZONE OF THE ENDERS HD EDITION ザ・コンプリートガイド+設定資料集∴HAIDARA EXtended／インタビュー

- シューティングラブ。10周年 〜XIIZEAL & ΔZEAL〜 （Xbox 360）
  - ※スペシャルパック特典サウンドトラック収録 10周年記念ライブ『新潟事変』映像（CD）ピアノ&鍵盤ハーモニカ演奏

- 『今井麻美 / Tender Is The Night』（星屑のリング cw）（シングルCD）（歌：今井麻美）作曲

- メモリーズオフ ゆびきりの記憶 限定版特典 サウンドトラック Vol.2（CD）
  - ※『今井麻美 / ほんの少しの幸せ』（歌：今井麻美）作曲

- 「東京ゲー大2013 〜featuring 5pb.&クラリスディスク〜」（LIVE）ピアノ&鍵盤ハーモニカ演奏

- 絵本『A Fluffy Polar Bear/ふわふわのくま』動画版（YouTube）作曲、編曲、ピアノ&鍵盤ハーモニカ演奏

- SEVENTH HEAVEN vol.5 シオン（CD）
  - ※『深海』（歌：シオン CV：鈴木達央）作曲、編曲、A.ピアノ演奏

- SEVENTH HEAVEN vol.6 ミント（CD）
  - ※『STARS』（歌：ミント CV：鳥海浩輔）作曲、編曲

- SEVENTH HEAVEN vol.7 カナデ（CD）
  - ※『NEVER∞EVER』（歌：カナデ CV：森久保祥太郎）作曲、編曲

- 「今井麻美 / この雲の果て」（CD）※『Tender Is The Night』（歌：今井麻美）作曲
- 「今井麻美 Birthday Live 2013 in 日本青年館  - blue stage - 」（Blu-ray & DVD）※『Promised Land』（歌：今井麻美）作曲
- 「今井麻美 Birthday Live 2013 in 日本青年館 - orange stage - 」（Blu-ray & DVD）※『ほんの少しの幸せ』（歌：今井麻美）作曲
- 「Game Music Prayer」※『フラワーバタフライ』（CD）（歌：Sana）作詞、作曲、鍵盤ハーモニカ演奏

2014年
- 「4台ピアノ☆グランド・ガラ・コンサート」（LIVE）A.ピアノ演奏
- 「Game Music Prayer2」※『ユファラ』（CD）作詞、作曲、編曲、鍵盤ハーモニカ演奏
- 「野沢香苗 / PLANET」※『星の祭』（CD）コーラス
- 「一週間フレンズ。」オリジナル・サウンドトラック（CD）編曲
- 「アビストH&F / 浸みわたる水素水（サウンドロゴ）」（TVCM）歌
- 「今井麻美 アコースティックアルバム / little legacy 」（CD）※『Tender Is The Night (アコースティック ver.)』作曲

2015年
- 「今井麻美 Birthday Live 2014 in TOKYO DOME CITY HALL」（DVD） ※『Promised Land』作曲
- 「蒼き雷霆（アームドブルー） ガンヴォルト 平穏への憧憬/III」（CD） ※『Find Out! - 希望の羅針 -』（歌：モニカ CV：尾高もえみ & アシモフ CV：雪田将司）作詞、作曲、編曲、コーラス
- シングル『ネコネコソング』from「ミリオンチェイン」（DL/配信）作曲、編曲、鍵盤ハーモニカ・トライアングル演奏、歌
- アルバム『フクロウが招く夜』未来こーひー（オリジナルプロジェクト）（DL/配信）作詞、作曲、編曲、歌、演奏

2016年
- 「蒼き雷霆（アームドブルー） ガンヴォルト 「SUMERAGI GROUP PRESENTS MORPHO SUPER LIVE 2016」」（LIVE）※『Find Out! - 希望の羅針 -』（歌：モニカ CV：尾高もえみ & アシモフ CV：雪田将司）作詞、作曲、編曲

2017年
- 「Rejet Fes.2017 CHANGE」（LIVE）（東京国際フォーラム ホールA）※TOKYOヤマノテBOYS「Fairytale 2 you』（歌：プレジデント CV：三浦祥朗）作曲
- 「今井麻美 rinascita」（CD） ※『ほんの少しの幸せ』（Xbox 360専用ソフト「メモリーズオフ ゆびきりの記憶」エンディング）,『Promised Land』（PS3/Xbox 360専用ソフト「DUNAMIS15」エンディング）,『Tender Is The Night』（PS3/Xbox 360専用ソフト「DISORDER6」エンディング）作曲
- アルバム『動物椅子』（「ぼくらの江戸川乱歩展」サウンドトラック）未来こーひー（オリジナルプロジェクト）（USB）作曲、編曲、演奏
- 「ぼくらの江戸川乱歩展」（美術展）会場音楽：作曲、編曲

2018年
- 「今井麻美 公式ファンクラブ限定ラジオ『+A sounds』」（ラジオ）ゲスト出演

2019年
- 「Game Music Prayer 4」（CD）※『フクロウが招く夜』作詞、作曲、編曲、歌
- 「アナザーエデン  ORIGINAL SOUNDTRACK3 COMPLETE EDITION」（CD/配信）※『時の女神の帰還』(作詞),『夜のクロサギ城』,『妖魔伝』,『時の女神の教会』,『朱雀〜鬼哭舞闘〜』,『龍神池』,『海ノ国 ザミ』,『戦慄サスティーン』,『澱みの地』,『ゾルム ～暗殺パレード～』,『監獄船 ガルファゲン』,『KMS社 東方支部』,『都の喧騒』作詞、作曲、編曲
- 「今井麻美 Flow of time」（CD） ※『アドレッセンスの丘』作曲

2020年
- 「アナザーエデン コンサート「a refrain of times」」（LIVE）※『海ノ国 ザミ』（歌：MoeMi）作詞、作曲、原曲編曲,『時の女神の帰還』（歌：香里有佐）作詞,『朱雀〜鬼哭舞闘〜』作曲、原曲編曲,『澱みの地』作曲、原曲編曲
- ずれやまズレ子「日本百歌選～参ノ巻～」（CD）※『おかえし蛸だまし』『房総 暴走 VIVA! 房総』編曲
- 東京都「アートにエールを！ (芸術文化活動支援事業)」 ※『みまもり どうぶつを描く』（映像作品）作曲、編曲、鍵盤ハーモニカ演奏
- 「ときめきアイドル project」Keep the Faith（CD） ※『星空のパワー』（歌：日毬みさき CV：岩倉あずさ）作曲（『ときめきメモリアル ドラマシリーズvol.3 旅立ちの詩』エンディングテーマソング「星空のパワー」カバーver.）

2021年
- 「ときめきアイドル Song Collection03」（CD） ※『星空のパワー』（歌：日毬みさき CV：岩倉あずさ）作曲（『ときめきメモリアル ドラマシリーズvol.3 旅立ちの詩』エンディングテーマソング「星空のパワー」カバーver.）
- 「今井麻美 シングル」（DL/配信） ※『タンジェリンの海』作詞
- 「アナザーエデン  ANOTHER EDEN ORIGINAL SOUNDTRACK４」（CD）※『冥王陵・人と獣の印もて』作曲、編曲,『潮騒の都』作曲、編曲,『混沌〜虚無に咲く花〜』作詞（歌：香里有佐、園崎未恵、MoeMi）
- 「今井麻美  Live2020 Sing in your heart」（DVD/Blu-ray） ※『Tender is the night』作曲,『アドレッセンスの丘』作曲
- 「アナザーエデン コンサート「for fragile time」」（LIVE）※『海ノ国 ザミ』（歌：MoeMi）作詞、作曲、原曲編曲,『朱雀〜鬼哭舞闘〜』作曲、原曲編曲,『時の女神の帰還』（歌：香里有佐）作詞,『混沌～虚無に咲く花～』（歌：香里有佐、園崎未恵、MoeMi）作詞
- 「今井麻美 Live2021『Go Forward』KT Zepp Yokohama」（LIVE） ※『タンジェリンの海』作詞
- 「野沢香苗 二胡コンサート Arkadia」（LIVE） ※『月光』編曲,『そんなあなたでいいのです』編曲
- 「今井麻美 Balancing Journey」（CD） ※『タンジェリンの海』作詞

2022年
- 原田みどり個展『ふわふわのくま2022巡回展』（上映ビデオ）作曲、編曲
- 「ふわふわのくま Musicクリップ集（DVD）作曲、編曲
- Figure3.0 Clair（次世代ロボット『クレア』テーマソング）シングル（DL/配信）作曲、編曲、作詞
- 「ふわふわのくま  オリジナル・サウンドトラック」アルバム（DL/配信）作曲、編曲
- 「野沢香苗 二胡コンサート Arkadia～15th Anniverary」（LIVE） ※『風の伝説（「風の谷のナウシカ」より）』編曲,『いのちの名前（「千と千尋の神隠し」より）』（歌：野沢香苗）編曲
- 「みまもりどうぶつ」（絵画「みまもりどうぶつ」テーマ曲）シングル（DL/配信）作曲、編曲
- 「動物椅子」未来こーひー（ぼくらの江戸川乱歩展　オリジナル・サウンドトラック）」アルバム（DL/配信）作曲、編曲

2023年
- 「フラワーバタフライ feat.Sana」シングル（DL/配信）作曲
- 「野沢香苗 二胡コンサート Arkadia」（LIVE） ※『月光』編曲,『そんなあなたでいいのです』編曲
- 「今井麻美バースデーライブ2023」（LIVE） ※『Tender Is The Night』作曲
- ANOTHER EDEN Orchestra Concert「All to the Melody of Time」（LIVE） ※「時の女神の帰還」原曲作詞
- 「アナザーエデン  ANOTHER EDEN ORIGINAL SOUNDTRACK5」（CD）作曲、編曲

2024年
- 野沢香苗「羽ばたきの鳥」シングル（DL/配信/CD）作詞
- ANOTHER EDEN Orchestra Concert Album「All to the Melody of Time」（DL/配信） ※「時の女神の帰還」原曲作詞
- ときメモ30周年ライブ「ときめきメモリアル 30th ANNIVERSARY LIVE エモーショナル」（LIVE） ※「星空のパワー」「幸せのイメージ」原曲作曲
- 「アナザーエデン  ANOTHER EDEN ORIGINAL SOUNDTRACK6」（CD）作曲、編曲
- 「夢を奏でるOTOアート ー動き出すどうぶつたち・3つの音楽会と絵画展ー」OTOカルテット（LIVE） ※作曲、編曲、作詞、演奏
- アナザーエデンコンサート2024「Records for a Forged Future」（LIVE） ※「時の女神の帰還」原曲作詞,「混沌 ～虚無に咲く花～」原曲作詞
- カルドアンシェル サウンドトラック（CD） ※「ふわり、ひらり」編曲

2025年
- アナザーエデンコンサート2024「Records for a Forged Future」（Blu-ray） ※「時の女神の帰還」原曲作詞,「混沌 ～虚無に咲く花～」原曲作詞

### 絵画
2015年
- 配信アルバム『フクロウが招く夜』（未来こーひー）ジャケット絵画
- 『デザインフェスタ』コラボクリエーター/オリジナルクリアファイルデザインオリジナル絵画２点入選
- キリオカマキ個展『ハッピー動物絵画展』

2016年
- ロビーアート出展：やまぶき会館
- 第8回「彩書展」賛助出品（埼玉県芸術文化祭2016協賛）
- 第72回「現展」入選（国立新美術館）
- 第101回「二科展」入選（国立新美術館）
- 「のぼりZOO展」入賞（メゾンドネコ）
- 第4回「東京現展」新人賞受賞（東京都美術館）
- 「新美術新聞」絵画掲載

2017年
- 第5回「GENTEN・新春アートフェア2017」（ギャルリー志門）
- 福祉ふれあいサロン作品展（埼玉県川越市第六地区社会福祉協議会）
- 「ROOM展」（下北沢バロンデッセ）
- CDシングル『虹』（今井麻美）ジャケット絵画
- 「PLANET-TERRA Youth Orchestra Ensemble Series」6つのシナスタジア（めぐろパーシモンホール）
- 「鏡地獄 -ぼくらの江戸川乱歩-」（ギャラリーしあん）
- 配信アルバム『動物椅子』（未来こーひー）ジャケット絵画
- 「ワン！ ダフルニューイヤー展」優秀賞（伊藤忠青山アートスクエア）
- ファミリーマート 、サークルK 、サンクス 「年賀状印刷」

2018年
- 「今井麻美 CD『虹』ジャケット
- 「今井麻美プラネタリム朗読会＆大ホールライブ」（サハトべに花）CD『虹』ジャケット原画展示
- 「今井麻美Live in Tokyo 2018」（恵比寿ザ・ガーデンホール）CD『虹』ジャケット原画展示

2019年
- 「SYNESTHESIA -シナスタジア-」(PLANET-TERRA Youth Orchestra)CDジャケット絵画
- 九星書道会「墨彩展」（ウェスタ川越）賛助出品
- 「東京インディペンデント 2019」（東京藝術大学大学美術館）

2020年
- 東京都「アートにエールを！ (芸術文化活動支援事業)」 ※『みまもり どうぶつを描く』（映像作品）
- 九星書道会「墨彩展」（ウェスタ川越）賛助出品

2021年
- 『JCAAジャーナル Vol.43』表紙絵画「ホットドッグと留守番ドッグ」掲載

2022年
- 『JCAAジャーナル Vol.44』表紙絵画「シアン・ド・ギャルド(番犬)」掲載
- 『JCAA設立50周年記　音を織る　作編曲家たちの言の葉』(日本作編曲家協会50周年記念本)絵画、インタビュー記事掲載
- 「みまもりどうぶつ絵画展」in かごやギャラリー（かごや）
- 【新京成電鉄おでかけ情報誌「CiaO」】絵画、インタビュー記事掲載
- 『JCAAジャーナル Vol.45』表紙絵画「蓮の旋律、猫の唄」掲載
- 【散歩の達人】11月号絵画写真掲載

2023年
- 配信アルバム『フラワーバタフライ feat.Sana』（桐岡麻季）ジャケット絵画
- 『JCAAジャーナル Vol.46』表紙絵画「Bonne Chance!(幸運を!)」掲載
- 日本テレビ『ぶらり途中下車の旅』絵画かごバッグ紹介（「かごや」コラボレーション製品）
- 『JCAAジャーナル Vol.47』表紙絵画「MUSIK 〜光の調べ〜」掲載

2024年
- 『JCAAジャーナル Vol.48』表紙絵画「夢を奏でる象」掲載
- 『JCAAジャーナル Vol.49』表紙絵画「トライバルパレード 2」掲載
- 個展「夢を奏でるOTOアート ー動き出すどうぶつたち・3つの音楽会と絵画展ー」（文房堂ギャラリー）